# Двенадцатка (литературная группа)
«Двенадцатка» или «12» — литературная группа молодых украинских писателей, действовавшая во Львове с 1934 по 1939 гг.

## История
Литературную группу «Двенадцатка» организовал в 1934 году украинский писатель Анатоль Курдыдык. В группу входили Иван Чернява, Зенон Тарнавский, Василий Ткачук, Владислав Ковальчук, Карло Мулькевич, Василий Горный, Роман Антонович, Богдан Цисык, Ярослав Курдыдык, Иван Керницкий, Анна Павенцкая.
«Двенадцатка» собиралась на субботних встречах в гостиницах и кофейнях межвоенного Львова. Встречи молодых писателей стали своеобразным катализатором в создании украинской урбанистической литературы. Своего печатного издания группа не издавала. Члены группы декларативно отказывались от различных манифестов, считая, что их творчество и деятельность само по себе уже является служением обществу. Произведения некоторых членов группы были популярны среди украинских читателей, благодаря чему деятельность «Двенадцатки» стала широко известной в литературной жизни Украины.

## Творчество
Члены группы в своей литературной деятельности ориентировались на творчество западноевропейских литературных групп того времени. Группа «Двенадцатка» отрицала народничество и реализм, особое внимание уделяя литературному направлению эстетизм.